# Doris montereyensis
Doris montereyensis là một loài sên biển trong bộ Nudibranchia, một loài thân mềm chân bụng sống ở biển không có vỏ trong họ Dorididae.

## Mô tả
Doris montereyensis có hình dạng và màu sắc tương tự như Anisodoris nobilis nhưng thay vì mang màu trắng, chúng có màu vàng giống như lớp áo. Sắc tố sẫm màu thường bao phủ các nốt sần.

## Phân bố
Loài này đã được ghi nhận từ Alaska đến San Diego, California.

## Hình ảnh

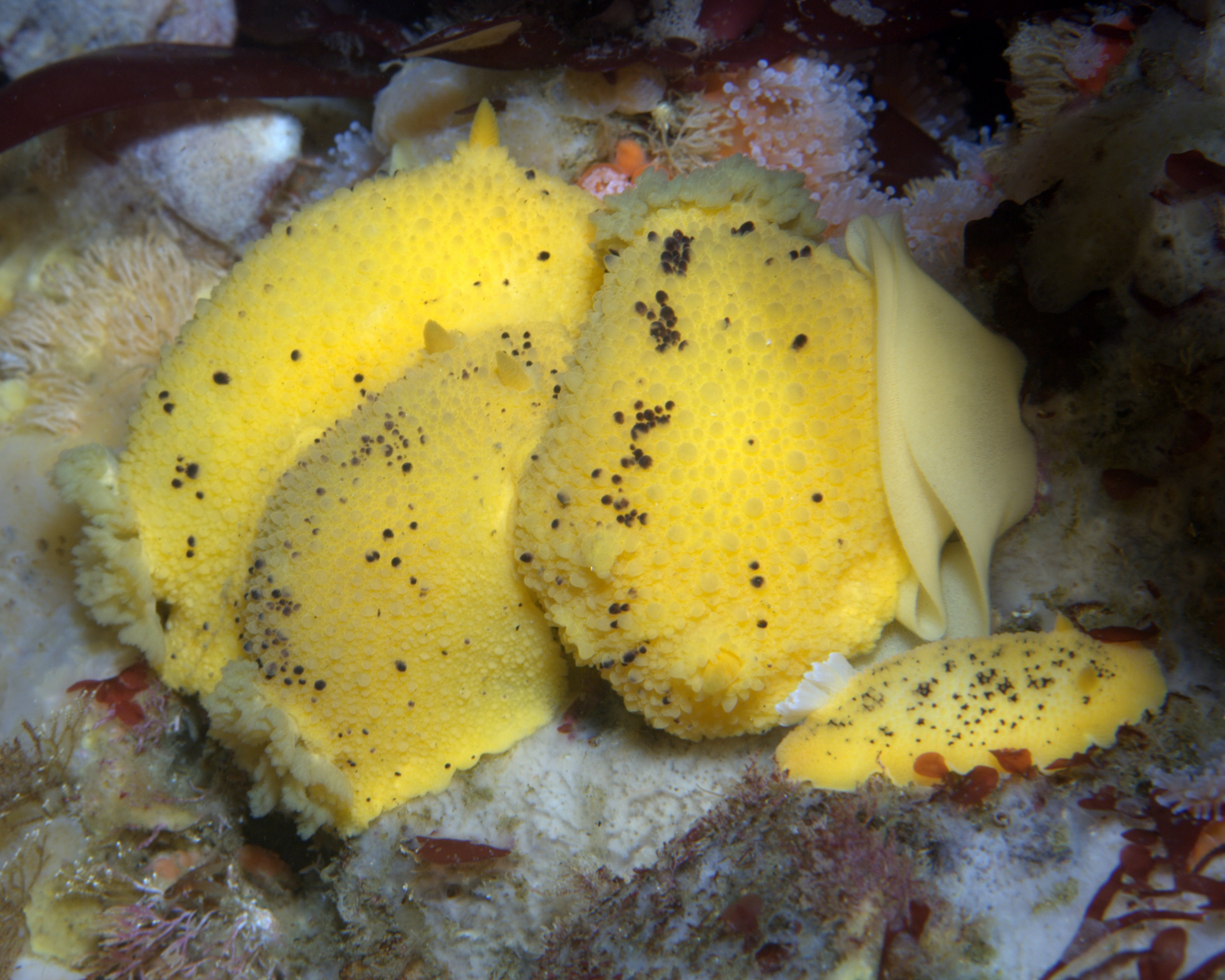